# Can’t Be Tamed (песня)
«Can’t Be Tamed» — песня Майли Сайрус с её третьего студийного альбома Can’t Be Tamed (2010)
.
За месяц до выхода альбома песня была издана отдельным синглом. (То есть это был лид-сингл с него.)
В США песня достигла 8 места в «Горячей сотне» журнала «Билборд» (Billboard Hot 100). В Великобритании сингл с ней поднялся до 13 места в национальном чарте (UK Singles Chart).

## История создания
Майли Сайрус написала эту песню с Тимом Джеймсом и Антониной Армато, которые (в составе продюсерского коллектива Rock Mafia) этот сингл также и спродюсировали. Майли уже сотрудничала с ними ранее, при работе над предыдущем альбомом Breakout (2009). В частности, тогда они в таком же составе (втроём) написали песню «7 Things».

## Сюжет песни
Лейбл Hollywood Records, на котором Майли тогда записывалась, писал, что «Can’t Be Tamed» — «самоободряющая и самоутверждающая (англ. self-empowering) песня, в которой Майли заявляет, что в отношениях [с парнями] должна оставаться верной себе, и она наверняка станет гимном для легионов [её] фанатов по всему миру».

## Видеоклип
Режиссёр видеоклипа — Роберт Хейлс, хореограф — Джамал Симс. Видеоклип был снял 10 и 11 апреля 2010 года в Калвер-сити в Sony Studios.
Музыкальный сайт Songfacts описывает происходящее в нём так:
В клипе Сайрус, одетая в чёрное трико и с выдвигающимися чёрными крыльями, очень интимно танцует с танцорами обоих полов, продвигаясь по музею. Сначала певица заключена в гигантской птичьей клетке, и за ней наблюдает собравшаяся публика; потом она сбегает и разносит музей в хлам.

Сайрус сказала MTV News о видеоклипе: «Это о самом ядре [чувства] „Я не хочу быть в клетке. Я хочу быть свободной и делать то, что люблю.“»

## Чарты
| Чарт (2010)                         | Высшая позиция |
| ----------------------------------- | -------------- |
| Австралия (ARIA)                    | 14             |
| Австрия (Ö3 Austria Top 40)         | 21             |
| Бельгия/Фландрия (Ultratop 50)      | 39             |
| Бельгия/Валлония (Ultratop 50)      | 40             |
| Канада (Billboard Canadian Hot 100) | 6              |
| Франция (SNEP)                      | 15             |
| Германия (GfK)                      | 29             |
| Ireland (IRMA)                      | 5              |
| Italy (FIMI)                        | 45             |
| Япония (Billboard Japan Hot 100)    | 12             |
| Нидерланды (Single Top 100)         | 82             |
| Новая Зеландия (Recorded Music NZ)  | 5              |
| Норвегия (VG-lista)                 | 15             |
| Шотландия (OCC Scotland)            | 7              |
| Испания (PROMUSICAE)                | 14             |
| Швеция (Sverigetopplistan)          | 42             |
| Швейцария (Schweizer Hitparade)     | 53             |
| Великобритания (OCC UK Singles)     | 13             |
| США (Billboard Hot 100)             | 8              |
| США (Billboard Pop Airplay)         | 16             |

| Чарт (2010)               | Позиция |
| ------------------------- | ------- |
| Canada (Canadian Hot 100) | 92      |
| France (SNEP)             | 86      |
| UK Singles (OCC)          | 189     |

## Сертификации
| Регион | Сертификация  | Продажи   |
| --- | ------------- | --------- |
| Австралия (ARIA) | Золотой       | 35 000^   |
| Великобритания (BPI) | Серебряный    | 200 000   |
| США (RIAA) | 2× Платиновый | 2 000 000 |
| ^ Данные о тиражах приведены только на основе сертификации. · Данные о продажах + прослушиваниях приведены только на основе сертификации. |               |           |

## Release history
| Регион         | Дата        | Формат              | Лейбл             | Примечания |
| -------------- | ----------- | ------------------- | ----------------- | ---------- |
| США            | May 3, 2010 | Радиоротация        | Hollywood Records | [ 28 ]     |
| США            | 18 мая 2010 | Цифровое скачивание | Hollywood Records | [ 28 ]     |
| Великобритания | 27 мая 2010 | CD                  | Hollywood Records | [ 29 ]     |